# باب‌اسفنجی شلوارمکعبی (فصل ۱۳)
سیزدهمین فصل از مجموعه تلویزیونی انیمیشن باب اسفنجی شلوار مکعبی است که توسط زیست‌شناس و انیماتور سابق استفان هیلنبورگ ساخته شده، پخش آن در نیکلودئون در ایالات متحده از ۲۲ اکتبر سال ۲۰۲۰ آغاز شد. به دنبال مرگ وی در ۲۶ نوامبر ۲۰۱۸، این اولین فصل بدون حضور هیلنبرگ است. [[باب اسفنجی شلوار مکعبی (فصل ۱۴)]]